# 胎教
胎教是对尚未出生的胎儿进行外界刺激，比如播放音乐，以期在婴儿出生之前促进其智力发育的努力，被视为中医学的一个传统做法。

## 历史
“胎教”一词最早出现在汉朝，那时胎教的基本含义是孕妇必须遵守的道德、行为规范。
中国南北朝的顏之推在《颜氏家训·教子》中说：“在者圣王有胎之法，怀子三月，出居别宫，目不邪视，耳不妄听，声音滋味，以礼节之。”宋代朱熹在其《小学集注·立法》中指出：“古者妇人妊子，寝不侧，坐不边，立不跸，不食邪味，割不正不食，席不正不坐，目不视邪色，耳不听淫声，…… 如此则生子形容端正，才过人矣。”清代康有为的《大同书》也说：“天下之人皆出子胎，胎生既误，施教无从。然而胎教之地，其为治者之第一要地”。

### 朝鲜半岛
高丽王朝时期胎教（태교）的概念传播到了朝鲜半岛，但胎教真正开始流传则是在朝鮮王朝时期。1800年師朱堂李氏（1739年—1821年）写作了一本著作《胎敎新記》。和中医的说法类似，朝鲜半岛的胎教也是侧重孕妇及其丈夫在孕妇怀孕期间的心中勿生邪念方面。一个韩国的百科全书把胎教定义为怀孕期间孕妇应该遵守的一些规则，包括谨慎言行、勿生邪念等。

## 现状
目前在互联网上搜索 （胎教），结果绝大多数都是介绍胎教在中国的情况或者中国的网站。但中国的不少关于胎教的文章喜欢杜撰一些在欧美国家进行的研究成果。 在德国，部分妇产科医生会建议产妇适当听些舒缓的音乐，被认为是能安抚肚中胎儿。
中国的胎教有时被分为广义胎教和狭义胎教。其中广义胎教是指孕妇采取的精神、饮食、环境、劳逸等各方面的保健措施，狭义胎教是对胎儿有针对性地，积极主动地给予信息刺激。
在有“胎教”概念的少数几个国家之外，世界上大多数国家通常只有针对孕妇营养均衡、适度运动、休息之类的孕妇保健方面的教育，即广义胎教。

### 韩国
在韩国，胎教的方式包括对胎儿讲话，听音乐，大声朗读童话，进行瑜伽，等等。这些方式包括广义胎教和狭义胎教。

## 争议
对胎儿进行信息刺激的做法有争议。胎教的支持者常常通过证明胎儿的触觉、听觉的发育，说明胎儿有能力感受到外界刺激，以证明胎教的科学性。
然而中华儿童保健学会副主任委员丁宗一担心胎教可能对胎儿造成伤害，认为“通过刺激，胎儿有所反应的确是事实，但如何证明这是一种良性的，而不是恶性的反应，要给出的严格证明是非常复杂的，缺少了这样的证明的科学只能是伪科学”。科普作家方舟子也认为胎教是“中国特色的伪科学。”
另外，胎教因其主张功效经常被归类于后天优生学。然而优生学（即主张控制生育来达到优生的办法）在今天世界上大多数国家被认为是伪科学或者有潜在种族主义.。